# Бангера, Джон
Джон Андерсон Бангера Риаскос (исп. Jhon Anderson Banguera Riascos; род. 3 апреля 2004, Буэнавентура, Колумбия) — колумбийский футболист, защитник клуба «Ломмел».

## Биография
Родился 3 апреля 2004 года в Буэнавентуре. Начал свою карьеру в филиале «Энвигадо» в Пальмире, а затем перешел в основную команду клуба в 2019 году. 18 мая 2023 года, пробившись в основную команду в предыдущем сезоне, Бангера забил автогол в выездном матче с «Депортиво Пасто» в рамках матча в высшем дивизионе, который его команда проиграла со счетом 2:1. Многие болельщики «Энвигадо» в социальных сетях предположили, что Бангера намеренно забил в ворота своей команды, поскольку полагали, что у него было достаточно времени, чтобы успешно отбить мяч. Некоторые фанаты прибегли к рассылке угроз убийством не только Бангере, но и его семье.
В интервью местной газете главный тренер команды Альберто Суарес встал на защиту Бангеры, умоляя болельщиков прекратить оскорблять игрока.
26 июля 2023 года перешел в бельгийский клуб «Ломмел», подписав пятилетний контракт.